# Szakácsi
Szakácsi ist eine ungarische Gemeinde im Kreis Edelény im Komitat Borsod-Abaúj-Zemplén.

## Geografische Lage
Szakácsi liegt in Nordungarn, 31 Kilometer nordöstlich des Komitatssitzes Miskolc und 14 Kilometer nordöstlich der Kreisstadt Edelény. Nachbargemeinden sind Irota, Felsővadász, Lak und Abod.

## Geschichte
Im Jahr 1913 gab es in der damaligen Kleingemeinde 86 Häuser und 376 Einwohner auf einer Fläche von 1497 Katastraljochen. Sie gehörte zu dieser Zeit zum Bezirk Edelény im Komitat Borsod.

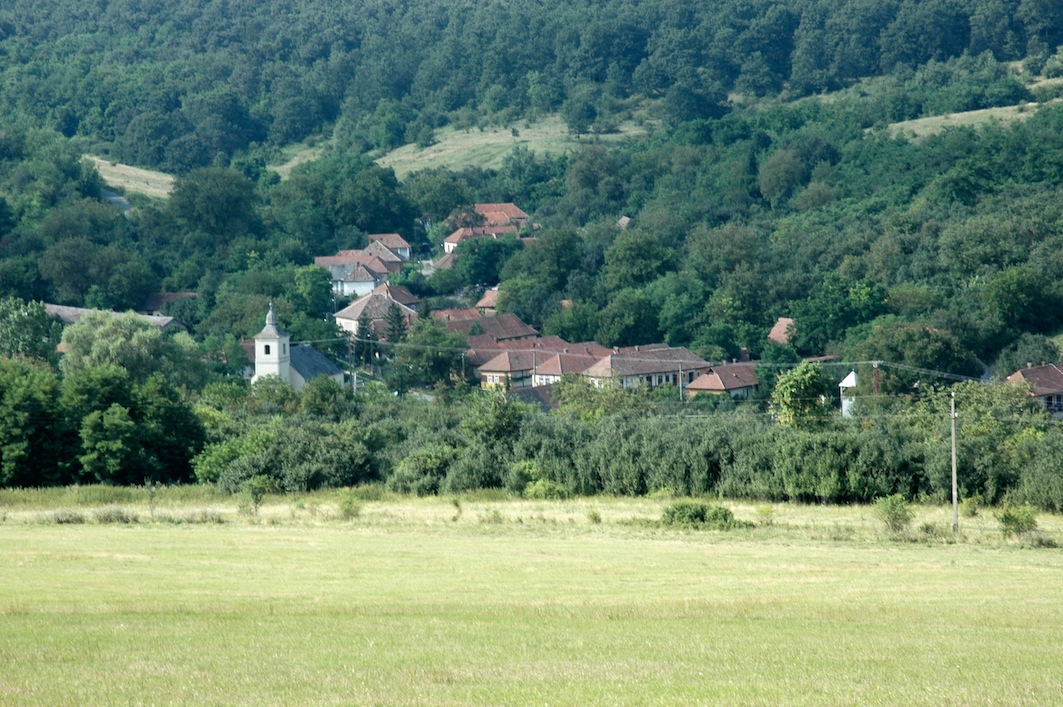
Blick auf Szakácsi, links die reformierte Kirche

## Sehenswürdigkeiten
- Reformierte Kirche, erbaut 1820–1824, Spätbarock
- Römisch-katholische Kirche Urunk Mennybemenetele
- Skulptur A Védelmező Tigris, erschaffen von Gábor Miklós Szőke
- Weltkriegsdenkmal

## Verkehr
Szakácsi ist nur über die Nebenstraße Nr. 26134 zu erreichen. Es bestehen Busverbindungen nach Irota sowie über Lak und Damak nach Edelény. Der nächstgelegene Bahnhof befindet sich westlich in der Stadt Szendrő.